# Alfredo Remus
Alfredo Remus (Buenos Aires, Argentina, 9 de noviembre de 1938-Buenos Aires, 28 de septiembre de 2022) fue un contrabajista argentino, intérprete de diversos géneros de música popular americana, especialmente tango, jazz, folklore argentino y bossa nova.

## Carrera musical
Participó como contrabajista en el álbum histórico la Misa Criolla (1964), de Ariel Ramírez. Ha acompañado a importantes músicos y grupos como Paul Gonsalves, Vinícius de Moraes, Maria Bethânia, Enrique "Mono" Villegas, Gato Barbieri, Mercedes Sosa, Tony Bennett, Ariel Ramírez, Víctor Heredia, Alberto Cortez, Trio Los Panchos, Raphael, Cuarteto Zupay, Dyango, Leonardo Favio, Sandro, Susana Rinaldi, Antonio Carlos Jobim, entre otros.
Fue asiduo partícipe de una serie de reuniones de improvisación y experimentación folklórica informal en casa de Eduardo Lagos, bautizadas humorísticamente por Hugo Díaz como folkloréishons, que a la manera de las jam sessions del jazz, solía reunir a Lagos, Astor Piazzolla y Díaz, con otros músicos como el propio Remus, Oscar Cardozo Ocampo, Domingo Cura y Oscar López Ruiz, entre otros.

## Discografía
1. Trauma, 1968
2. Encuentros, 1968, junto a Enrique "Mono" Villegas, Paul Gonsalves y Willie Cook, estos dos últimos miembros de la orquesta de Duke Ellington
3. The best of Alfredo Remus, 1970
4. Remus 5, 1972
5. Nardis, 1985
6. Remus, 2004
7. Piano Contra Piano,
8. Tangueando
9. Tributo a Bill Evans, 2006